# Поджуцкий, Вавжинец
Вавжинец Поджуцкий (пол. Wawrzyniec Podrzucki, 27 марта 1962, Гливице — 7 января 2021, Краков) — польский писатель-фантаст, по профессии биолог, специалист в области микробиологии.

## Биография
Учился на факультете биологии и наук о Земле в Университете Марии Кюри-Склодовской в Люблине. По окончании начал научную работу, сначала занимаясь вопросами биологической защиты растений в Научно-исследовательском институте садоводства и цветоводства имени Щепана Пеняжека в Скерневицах, затем исследованиями молекулярных основ опухолей в Онкологическом центре в Гливицах, а затем в течение шести лет изучал механизмы регуляции функционирования генетического клеточного аппарата в Институте Вистар в Филадельфии (США), публиковал результаты своих исследований в «Журнале вирусологии».
В 1999 году защитил докторскую диссертацию по экспрессии генов вируса ВПГ-1, до 2003 года проводил исследования в Институте трансплантологии Медицинской академии в Варшаве, а затем в Институте наук об окружающей среде Ягеллонского университета.
Фантастику пишет с 2003 года. Литературным дебютом стала повесть «Спящий архив» (пол. Uśpione archiwum), первая часть серии «Иггдрасиль», опубликованная в июне 2003 года издательством Runa. В 2004 году вышла вторая часть серии «Космические зерна», а в 2010 году третья часть «Мосты омгиелены» была номинирована на премию Ежи Жулавского и в 2011 году получила поощрительный приз.
Публиковал статьи и рассказы в журналах «Новая фантастика» и «Фантастика». Издательство Powergraph вело переговоры с Вавжинецом Поджениеки о новой книге.
Скоропостижно скончался в четверг, 7 января 2021 года, в Кракове в возрасте 58 лет
Был женат.

## Повести
- Спящий архив (Иггдрасиль, часть I) — RUNA, июнь 2003 г.
- Космические зерна (Иггдрасиль часть II) — РУНА, октябрь 2004 г.
- Mosty Wszechzieleni (Иггдрасиль, часть III) — RUNA, март 2010 г.

## Рассказы
- Подарок — NEW FANTASTIC, декабрь 2003 г. (специальный выпуск)
- Нефтяники — НАУЧНАЯ ФАНТАСТИКА, январь 2004 г.
- Я был роботом Её Величества — НАУЧНАЯ ФАНТАСТИКА, октябрь 2004 г.
- Профессия: Прометей — НОВАЯ ФАНТАСТИКА, зима 2004 г. (спецвыпуск)
- Нидерланды — ПОЛТЕРГЕЙСТ, март 2010 г.
- Зарисовки со звездами на заднем плане — ПОЛТЕРГЕЙСТ, апрель 2010 г.
- Видимый диапазон — в антологии «Głos Lema» — POWERGRAPH, октябрь 2011 г.
- Фальстарт — NEW FANTASTIC 3/2014